# Incomparable
«Incomparable» (укр. Незрівнянний) — другий студійний альбом шведського металкор-гурту Dead by April. «Incomparable» вийшов 21 вересня 2011 року у США та більшості країн, а 26 вересня — у Великій Британії, що робить його першим альбомом команди, який вийшов у США у той же час, що й європейський реліз. Перший офіційний сингл альбому «Within My Heart» побачив світ 16 травня 2011 року і містив ще два додаткові треки, які також будуть представлені у альбомі. Другий сингл «Calling» вийшов 4 вересня із разом з музичним відео, яке вийшло трохи пізніше — 6 жовтня. Третій сингл «Lost» вийшов 19 вересня 2011 року.
Як і дебютний альбом групи, «Incomparable» включає в себе перезаписані демо-версії пісень, а також абсолютно нові треки. У стандартному виданні альбому є лише один перезаписаний у студії демо-запис (це композиція «Lost»), тоді як інші 12 пісень нові. Дві інші ранні демо-версії — «Painting Shadows» та «Unhateable» також були перероблені під час випуску альбому; перший трек був внесений до бонусних версій видання, а другий не потрапив до списку треків, але був представлений на синглі «Within My Heart». «Incomparable» досяг другої позиції у рейтингу шведських альбомів.
Головний автор пісень і колишній учасник Понтус Г'єльм  повернувся, щоб зіграти гітарні частини, після того як Йоган Олссон, основний гітарист, залишив групу. Однак Г'єльм не одразу повернувся у гурт; він вважався запрошеним музикантом і відсутній на фотографіях групи. Офіційно він повернувся до складу Dead by April через рік після виходу альбому. Цей альбом став останнім для Джиммі Стрімелла у складі гурту, у квітні 2013 він був звільнений (хоча він брав участь у записах гурту між 2017 і 2020, але як запрошений музикант).

## Підготовка і запис
Після релізу свого дебютного однойменного альбому у 2009 році гурт широко гастролював по всій Європі, щоб підвищити продажі альбому, до середини 2010 року. 23 квітня 2010 року на офіційній сторінці команди у MySpace було оголошено, що член-засновник Понтус Г'єльм офіційно покинув Dead by April, щоб зосередитись на написанні пісень, але продовжить писати музику для гурту, заявляючи фанатам, що «у відділі написання пісень нічого не зміниться». На заміну Понтусу прийшов вокаліст Зандро Сантьяґо. Група не найняла нового гітариста, оскільки вважала, що це не вплине на їх звучання. Однак останній гітарист, який у них був, Йоган Олссон, також залишив команду наприкінці 2010 року з особистих причин, бажаючи працювати над власною лінією одягу. Під час перебування у групі Йоган також працював промоутером. Після цього, в одному з інтерв'ю він заявив:
«У нас були певні розбіжності, і ми вже деякий час рухалися в різних напрямках, і завжди настає певний момент, коли вам дійсно потрібно вирішити, чи зможете ви йти вперед разом чи ні. Тож я вирішив залишити Dead by April, щоб зосередитись, головним чином, на власній музиці. Також приділити час іншим моїм проєктам, моїй компанії з виробництва одягу, а також, звичайно, моїй родині та друзям»
Після цього Понтус Г'єльм повернувся як сесійний гітарист альбому та до майбутнього рекламного туру, хоча офіційно знову приєднався до команди лише у 2012 році.
4 липня 2011 року команда оголосила назву нового альбому — «Incomparable», а 11 липня було оголошено, що він вийде 21 вересня. Обкладинку альбому вони спочатку збиралася випустити на своїй сторінці у Facebook, коли на ній буде досягнуто 230 000 «вподобайок», але інші сайти передчасно її виклали, тому гурт випустив обкладинку достроково. На обкладинці з блакитним фоном є логотип «Dead by April», що був на обкладинці з їхнього минулого альбому. У центрі зображена японська дівчина з кров'ю та чорною речовиною, що виходить з її рота, схожа на сцену з фільму «Прокляття» 2004 року.

Альбом був доопрацьований у серпні, тоді ж команда повідомила більше подробиць про нього. Було підтверджено, що продюсером альбому виступив Якоб Хеллнер, зведенням займався Стефан Глауман, котрі працювали над усіма альбомами Rammstein, що вийшли на той час. Гурт прокоментував альбом та його вихід такими словами:
«Нові записи вже завершені, і ми в захваті від того, які вони вийшли — вони НАБАГАТО попереду за все, що ми робили раніше, розгромивши наш дебют! Якоб Хеллнер додав нам важкості у звучанні, якої ми завжди прагнули… ми дуже схвильовані і не можемо дочекатися, коли наші шанувальники та всі інші почують результати!»
Альбом випадково просочився до мережі 3 вересня 2011 року, коли Universal Music Group працювала над усуненням усіх витоків.

## Сингли та просування альбому
У серпні 2010 року група випустила однохвилинний тизер до першого синглу альбому під назвою «Within My Heart». Незабаром пісня стала звучати під час концертних концертів групи та на цю композицію вийшло музичне відео. Сам випуск синглу затримався на кілька місяців через труднощі з продажем дискографії групи в магазині iTunes Store. Він нарешті вийшов 16 травня 2011 року та містив ще дві пісні: «Two-Faced» і «Unhateable». Пісня «Unhateable» насправді є перезаписом старої пісні, яка була записана в 2007 році, але не увійшла до їх дебютного альбому.
На підтримку нового альбому 9 липня група виступила на фестивалі Sonisphere у Швеції.
Другий сингл альбому — «Calling» вийшов 4 вересня, а відео вийшло лише 6 жовтня через затримки у відеозйомках. Хоча, фактично сам сингл команда почала грати на своїх концертах ще у липні того ж року.
Команда випустила свій третій сингл «Lost» 19 вересня (який також включав у себе композицію «Promise Me (Heavier Mix)»).
22 серпня група випустила тизер перезаписаної версії треку «Lost», першого із серії тизерів, що виходили щопонеділка до виходу альбому. Другий — «You Should Know», третій — «Calling», четвертий — «Too Late», а фінальний тизер — «Last Goodbye». Крім того, у липні 2011 року, в підтримці альбому, гурт відіграв кілька акустичних шоу в музичному магазині Bengan, що розташований у Стокгольмі, Швеція, де й було анонсовано вихід вінілове видання альбому.
Після випуску альбому команда збиралася вирушити у британське турне «The SlaughTour 2011», яке планувалося розпочати 8 листопада і гурт грав би кожен день до 13 листопада в таких місцях, як: Саутгемптон, Бірмінгем, Лондон, Глазго, Ньюкасл та Манчестер. Але пізніше тур був відкладений до грудня 2011 року. У цей тур Великою Британією разом з ними поїхали «Marionette», «One Without» та «Overload».

## Критика
Габріель Піо з The New Review назвав цей альбом кращим за їх дебютну роботу, але зазначив, що «для тих, хто очікує, що у Dead by April стало важче звучання, не дочекаються цього». Попри те, що у огляді критикували тексти пісень, проте сам вокал та скримінг від Зандро Сантьяґо та Джиммі Стрімелла отримали компліментарні відгуки, зокрема гурт назвали «метал-версією Backstreet Boys». Зрештою оглядач дійшов висновку, що, попри свої недоліки, «Incomparable, без сумніву, є одним з найкращих релізів цього року в жанрі».
Огляд шведського видання HD дав альбому загальну оцінку один із п'яти, описавши його як «справді поганий приклад того, як бой-бенди зустрічаються з метал-музикою» та відзначивши дисбаланс між двома жанрами. Підсумовуючи огляд, було зазначено, що команда «була необережною як до написання пісень, так і до аранжування», а «Incomparable» вони назвали «безсумнівно не хорошим альбомом».

## Комерційний успіх
Так як і їх дебютний альбом, «Incomparable» дебютував під номером два на їх батьківщині, у національному шведському чарті альбомів. Його обігнала тільки Мелісса Горн з її альбомом «Innan jag kände dig». Альбом досяг другого місця на другому тижні після релізу і досяг золотого статусу в Швеції.
Також альбом досяг 118 позиції у японському чарті альбомів.

## Список композицій
Усі треки написані Понтусом Г'єльмом та Джиммі Стрімеллом; крім «Mystery», написану Понтусом Г'єльмом, та «Crossroads», яку написали Понтус Г'єльм та Роберт Габолін.
| #                         | Назва                 | Тривалість |
| ------------------------- | --------------------- | ---------- |
| 1.                        | «Dreaming»            | 4:15       |
| 2.                        | «Real & True»         | 3:06       |
| 3.                        | «Within My Heart»     | 3:25       |
| 4.                        | «More Than Yesterday» | 3:30       |
| 5.                        | «Calling»             | 3:37       |
| 6.                        | «Two Faced»           | 3:04       |
| 7.                        | «Crossroads»          | 2:56       |
| 8.                        | «Incomparable»        | 3:23       |
| 9.                        | «Too Late»            | 3:14       |
| 10.                       | «You Should Know»     | 3:46       |
| 11.                       | «When You Wake Up»    | 3:44       |
| 12.                       | «Lost»                | 3:34       |
| 13.                       | «Last Goodbye»        | 3:19       |
| Загальна тривалість 44:53 |                       |            |

| iTunes та Японська версії видання | iTunes та Японська версії видання | iTunes та Японська версії видання |
| #                                 | Назва                             | Тривалість                        |
| --------------------------------- | --------------------------------- | --------------------------------- |
| 14.                               | «Painting Shadows»                | 3:34                              |
| Загальна тривалість 48:27         |                                   |                                   |

| Mystery версія            | Mystery версія     | Mystery версія |
| #                         | Назва              | Тривалість     |
| ------------------------- | ------------------ | -------------- |
| 14.                       | «Mystery»          | 2:58           |
| 15.                       | «Painting Shadows» | 3:34           |
| 16.                       | «Unhateable»       | 3:00           |
| Загальна тривалість 54:25 |                    |                |

### Музичні відео
На композиції з альбому вийшло три відеокліпи:
- «Calling [Архівовано 11 липня 2021 у Wayback Machine.]»
- «Lost [Архівовано 11 липня 2021 у Wayback Machine.]»
- «Crossroads [Архівовано 12 липня 2021 у Wayback Machine.]»

## Учасники запису
Інформація про учасників запису запозичена з сайту AllMusic.
- Джиммі Стрімелл — чистий і екстрім вокал
- Зандро Сантьяґо — чистий вокал (треки 6, 8, 9 та 10)
- Маркус Весслен — бас-гітара
- Алескандер Свенінґссон — барабани

### Запрошені музиканти
- Понтус Г'єльм — гітара, клавішні, беквокал, запис, зведення
- Йоган Олссон — гітара
- Пітер Манссон — акустична гітара (7-ий трек)
- Ерік Арвіндер з «The Dreaming People» — струнні інструменти (7-ий трек)